# Kentucky Kingdom
Kentucky Kingdom (eerder Six Flags Kentucky Kingdom) is een attractiepark in Louisville. Eerder was het gedeeltelijk eigendom van Six Flags, totdat deze maatschappij de samenwerking op 4 februari 2010 staakte. Op 24 mei 2014 heropende het park.

## Geschiedenis
Kentucky Kingdom opende op 23 mei 1987. Het park had vier hectare grond gehuurd van de 'Kentucky Exposition Center property'. Al voor het einde van het eerste seizoen sloot het park alweer, omdat het moederbedrijf failliet was gegaan. In 1989 kocht Ed Hart samen met een groep investeerders het park, waarna het in 1990 weer opende. Wel werden er in deze periode een paar attracties toegevoegd. In 1991 werd er een groot waterpark toegevoegd, waar je niet apart voor moest betalen. Dit park werd na eerst twee andere aangekondigde namen Hurricane bay genoemd. In 1995 werd de achtbaan Starchaser verkocht. Dit was de enige overgebleven achtbaan toen het park tussen 1987 en 1990 niet in gebruik was.
In 1997 werd het park verkocht aan Premier Parcs, dat het park Six Flags Kentucky Kingdom noemde. In 1999 werden diverse attracties gebouwd en oudere attracties werden opgeknapt. In 2002 werd de achtbaan Twisted Sisters omgedoopt tot Twisted Twins, dit na onenigheid met de band Twisted Sister over de naam van de achtbaan. In 2007 werd het waterpark 'Hurricane Bay' hernoemd tot 'Six Flags Splashwater Kingdom'.
In 2009 werd de achtbaan Chang gesloten om plaats te maken voor uitbreiding van het bestaande waterpark.
Op 4 februari 2010 werd bekendgemaakt dat Six Flags Kentucky Kindom ging sluiten. Six Flags kon het niet eens worden met een grote partner en besloot de stekker eruit te trekken.
Op 8 februari dat jaar werd bekend dat Six Flags niet de rechten had om de attracties en achtbanen uit het park te verplaatsen, aangezien het de eigendommen huurde en formeel gezien geen eigenaar was van Six Flags Kentucky Kingdom. Hiermee zou het park weer kunnen heropenen, mits er een nieuwe eigenaar zou worden gevonden.
Eind 2010 werd bekend dat de voormalig eigenaar Ed Hart en de Kentucky State Fair Board het park weer zouden gaan heropenen in 2011. De bedoeling was om het park weer open te hebben op Memorial Day, dat dat jaar werd gehouden op 30 mei 2011. 
Dit lukt echter niet doordat de financiering zeer lastig rond te krijgen was, waardoor Kentucky Kingdom en Hurricane Bay pas op 24 mei 2014 heropend werden. Dit gebeurde onder het bewind van een groep lokale investeerders, onder wie voormalig eigenaar Ed Hart. Voor de opening waren enkele attracties en waterglijbanen bijgebouwd dan wel vervangen.
Sinds 22 februari 2021 is Herschend family entertainment de nieuwe eigenaar van het park.

## Achtbanen

### Achtbanen
| Naam           | Jaar geopend               | Bouwer                      | Opmerkingen                                                                                               |
| -------------- | -------------------------- | --------------------------- | --- |
| Lightning Run  | 2014                       | Chance Rides                | |
| Thunder Run    | 1990                       | Dinn Corporation            | |
| Roller Skater  | 1994                       | Vekoma                      | |
| T³             | 1995                       | Vekoma                      | Was Sinds 2010 buitenwerking. Heropend in 2015.                                                           |
| Stormchaser    | 1998 (hout) 2016 (Hybride) | Rocky Mountain Construction | Tussen 2008 en 2016 . Heette tot 2016 Twisted Twins. Na een grote verbouwing van de baan heropend in 2016 |
| Kentucky Flyer | 2019                       | gravitykraft corporation    | Ter ere van het 5-jarige bestaan na de heropening in 2014                                                 |

### Verdwenen achtbanen
| Naam                | Jaar geopend | Jaar gesloten | Bouwer               |
| ------------------- | ------------ | ------------- | -------------------- |
| Starchaser          | 1987         | 1990          | Anton Schwarzkopf    |
| Vampire             | 1990         | 1999          | Vekoma               |
| Chang               | 1997         | 2009          | Bolliger & Mabillard |
| Road Runner Express | 2000         | 2010          | Maurer Söhne         |
| Greezed Lightnin'   | 2003         | 2013          | Anton Schwarzkopf    |

1. ↑  (en) Owner of Globetrotters, Newport Aquarium teams up on Kentucky Kingdom. ABC 36 News (23 februari 2021). Gearchiveerd op 13 december 2022. Geraadpleegd op 13 december 2022.